# Júlio César de Mesquita
Júlio César Ferreira de Mesquita (* 18. August 1862 in Campinas; † 15. März 1927 in São Paulo) war ein brasilianischer Journalist und Eigentümer einer der größten Tageszeitungen Brasiliens, dem O Estado de S. Paulo. Er war Begründer der Unternehmerfamilie Mesquita.